# Köprübaşı (Kızıltepe)
Köprübaşı (türkisch für Brückenkopf), (kurd. Curnik) ist ein Dorf im Landkreis Kızıltepe der türkischen Provinz Mardin. Köprübaşı liegt in Südostanatolien auf 465 m über dem Meeresspiegel, ca. 25 km südwestlich von Kızıltepe.
Der ursprüngliche Name der Ortschaft lautet Curnik. Dieser Name ist beim Grundbuchamt registriert.
1985 lebten 182 Menschen in Köprübaşı. 2009 hatte die Ortschaft 391 Einwohner.